# Heinrich Wilhelm Droste zu Hülshoff
Heinrich Wilhelm Ernst Droste zu Hülshoff (* 4. Dezember 1704 in Roxel; † 14. April 1754 ebenda) war kurkölnischer Kämmerer und Gutsbesitzer von Burg Hülshoff.

## Leben

### Herkunft und Familie

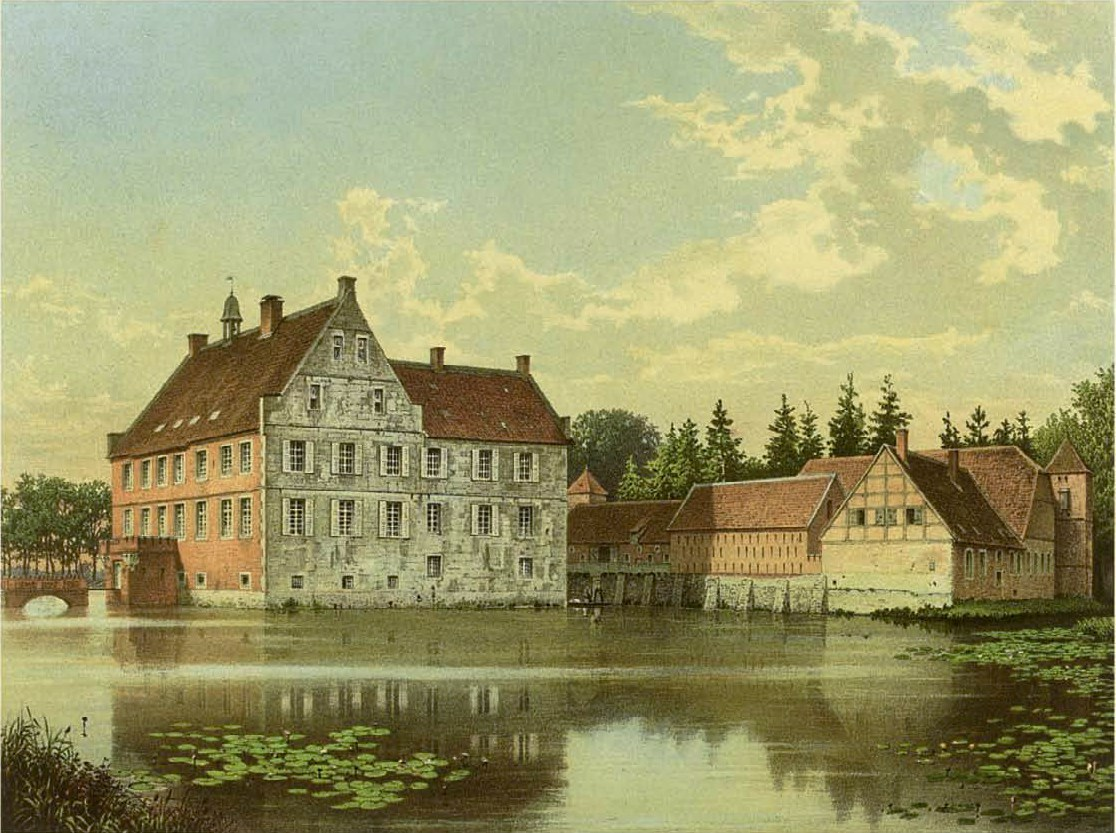
Darstellung von Alexander Duncker

Heinrich Wilhelm Droste zu Hülshoff wurde als Sohn der Eheleute Heinrich Johann I. Droste zu Hülshoff und Anna Mechtild von Lipperheide zu Ihorst geboren und gehörte der 17. Generation seiner Familie an. Sein Vater war Gutsbesitzer auf Gut Hülshoff und sein Urgroßvater Bernhard II. von Droste zu Hülshoff (1542–1624) war von 1605 bis 1619 Erster Bürgermeister der Stadt Münster, nachdem schon fünf seiner Vorfahren das Bürgermeisteramt dort bekleidet hatten.

### Ausbildung und Kavaliersreise
Heinrich Wilhelm begab sich am 12. September 1722 mit seinem Hofmeister Vikar Zumbrink auf eine Kavalierstour, die sie nach Salzburg führte. Hier immatrikulierte er am 12. Dezember 1722. Eine Woche später gab es eine Kaiseraudienz bei Karl VI. (HRR). Nach einjährigem Studium reiste er über mehrere Stationen nach Rom und begann ein Studium in Siena.
Er galt als geschickter Reiter und Fechter. Dies stellte er unter Beweis, als er der Fürstin Colonna, der die Pferde durchgegangen waren, das Leben rettete. Aus Dankbarkeit soll die Fürstin ihm das Recht verliehen haben, sich mit der Säule aus dem Familienwappen Colonna zu schmücken. Sie gewährte ihm Kirchenasyl, als er am 27. März 1725 auf dem Petersplatz vom Grafen Fugger zum Duell herausgefordert wurde und ihn aus Notwehr tötete.
Heinrich-Wilhelm Droste hatte auf seiner Kavalierstour in Salzburg u. a. den Grafen Fugger zu seinem Abschiedsdiner eingeladen, aber vergessen, ihm brauchgemäß zuzutrinken. Fugger, der aus einer zwar sehr reichen, aber nicht uradeligen Familie stammte, hatte ihm das so übelgenommen, dass er Droste, als er ihn auf dem Petersplatz in Rom zufällig wieder traf, zum Duell gefordert hatte. Es heißt, dass Droste danach seines Lebens nicht mehr froh werden konnte. Noch auf dem Sterbebett warnte er seine Kinder eindringlich vor den damals häufigen Duellen.
Heinrich Wilhelm kehrte nach Deutschland zurück und seine Reise führte nach München, wo er durch Clemens August von Bayern zum Kämmerer (Kurköln) ernannt wurde und seinen Dienst in dessen Schloss Neuhaus aufnahm. Am 13. Dezember 1730 fand die Aufschwörung von Heinrich Wilhelm zur Münsterschen Ritterschaft statt.

### Heirat und Rechtsstreit mit seinem Schwiegervater

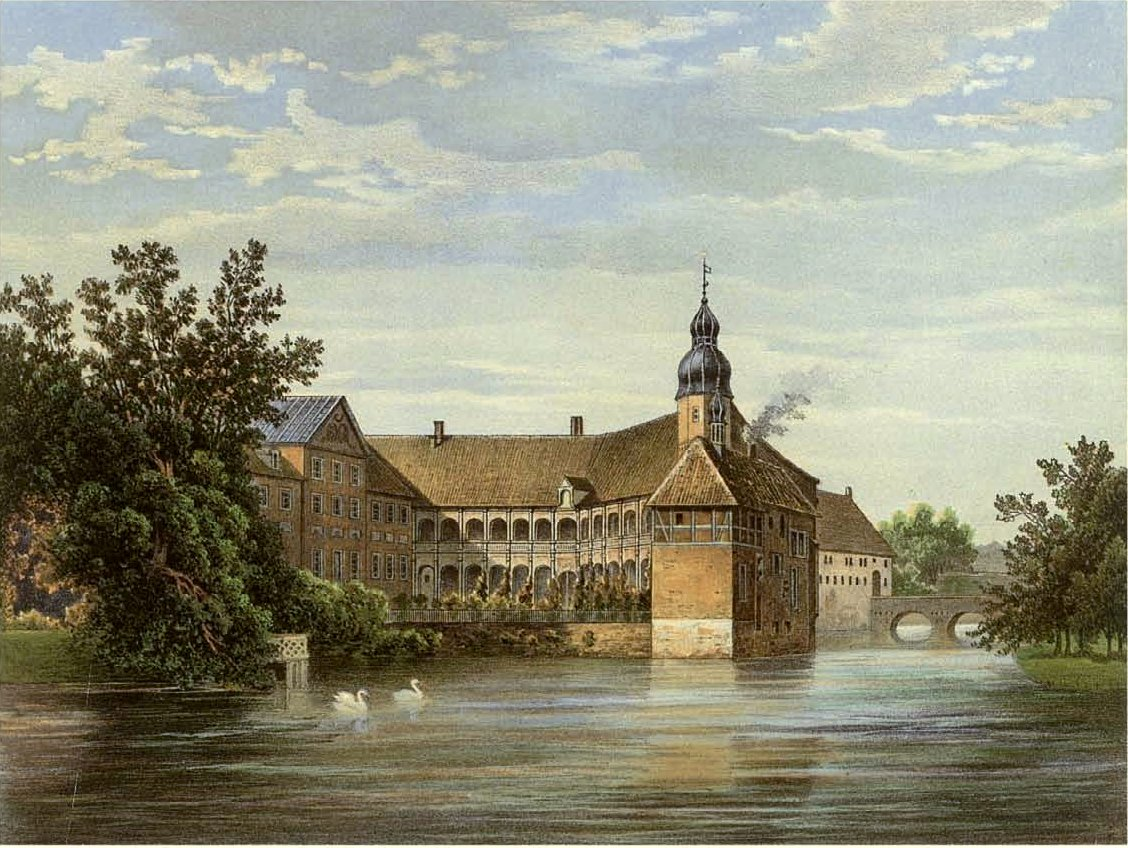
Schloss Darfeld um 1860, Sammlung Alexander Duncker

Am 1. November 1729 heiratete Heinrich Wilhelm in Münster St. Servatii Brigitte Anna Droste zu Vischering (1708–1750), eine Tochter des Erbdrosten Maximilian Heidenreich Droste zu Vischering. Dieser war bereits Eigentümer u. a. der Güter Burg Vischering und Schloss Darfeld, seine Frau brachte ihm zudem die Güter Haus Bevern, Haus Asbeck, Haus Vorhelm, Gut Brandlecht, Lengerich usw. in die Ehe, die zunächst noch ihrer Mutter Amalia von Rhede, verwitwete Freifrau von Büren-Schenckinck, gehörten. Um das große Vermögen möglichst zusammenzuhalten, war der Erbdroste, der im Jahr der Heirat eine Familienstiftung gründete, offenbar gegen eine Verheiratung aller seiner Töchter und verweigerte deshalb seinem Schwiegersohn die übliche Mitgift. Dies war Ursache eines Rechtsstreits, der mit einem Vergleich endete, auf den Heinrich Wilhelm Droste zu Hülshoff sich trotz der Bedenken seiner Frau und seiner Schwiegermutter einließ. Der Erbdroste musste ihm 25.000 Taler auszahlen und die Droste zu Hülshoff für den Fall des Aussterbens der Droste zu Vischering als Erben einsetzen.

### Nachkommen
Aus der Ehe gingen acht Kinder hervor, u. a. sein Stammfolger Clemens August I. – Großvater der Dichterin Annette von Droste-Hülshoff –, der General und Gouverneur von Münster Heinrich-Johann sowie die Patentante der Dichterin, die Äbtissin des Stifts Metelen Anna Elisabeth (1733–1805). Zwei Söhne wurden Geistliche: Ernst Constanz Domherr in Osnabrück, Ferdinand Dechant in Coesfeld.

### Wirken

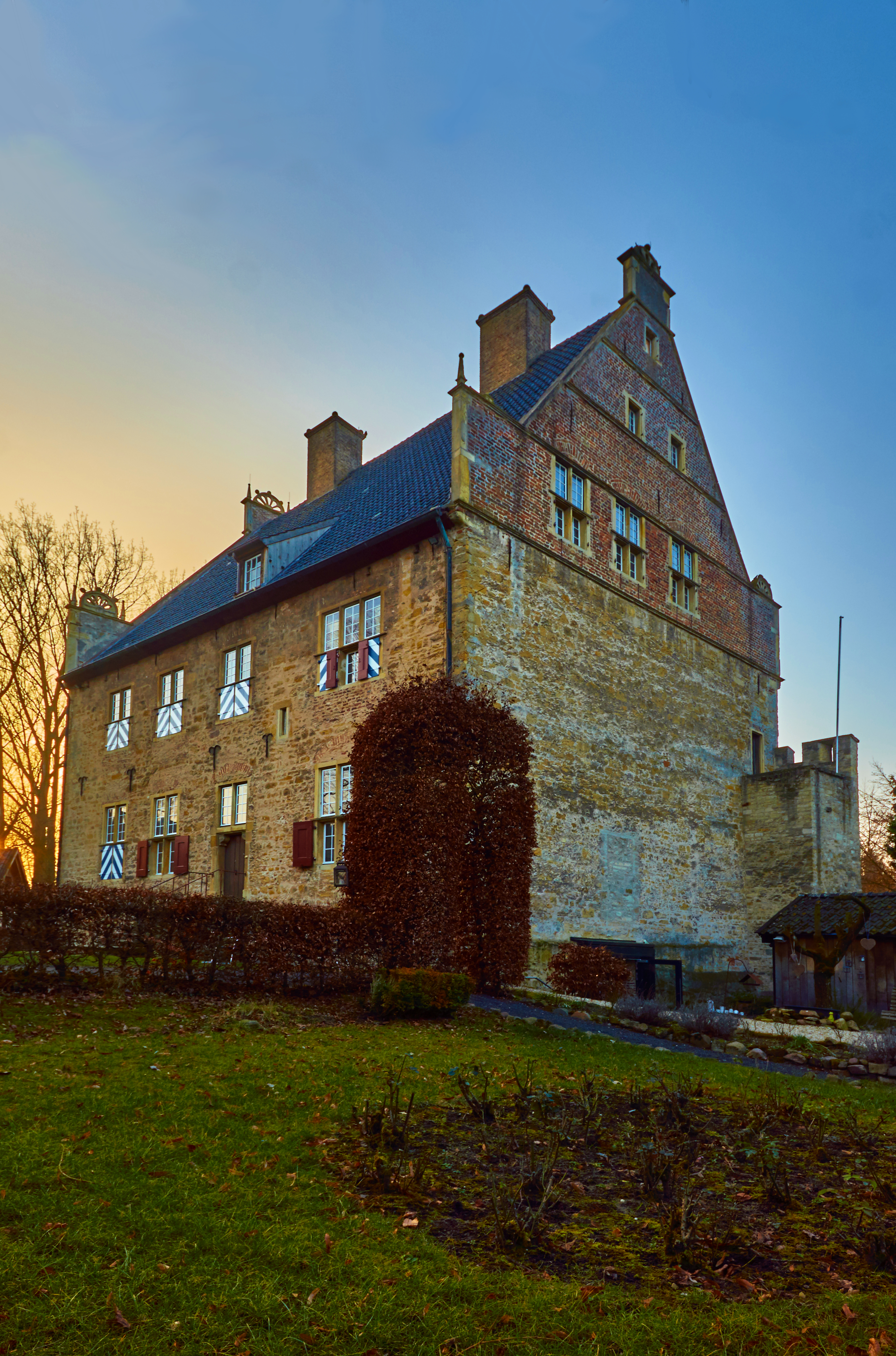
Burg Nienborg, Hohes Haus

Heinrich Wilhelm war Stammherr und erbte den Gutsbesitz seiner Familie, der wirtschaftlich anfangs nicht zum Besten stand. Die Nachfolge seines Verwandten Johann Eberhard von Droste zu Zützen auf dessen Gütern in der Lausitz lehnte er ab, um nicht die Konfession wechseln zu müssen. Von der Großmutter seiner Frau erhielt er das Burglehen Nienborg in Heek, von dem er als erstes Familienmitglied aufgeschworen wurde. Der Fürstbischof übernahm die Patenschaft seines ältesten Sohnes, der als erstes Familienmitglied Clemens August genannt wurde. Heinrich Wilhelm soll meisterhaft Flöte gespielt haben. Er war der Großvater des Komponisten Maximilian Friedrich von Droste zu Hülshoff. Heinrich Wilhelm stiftete – einem Vermächtnis seines Onkels Heinrich Droste zu Hülshoff nachkommend – eine Kreuzigungsgruppe des Bildhauers Johann Wilhelm Gröninger, die sein Vater in Auftrag gegeben hatte; eine Kopie steht noch an der Familiengrabstätte der Droste zu Hülshoff auf dem Friedhof von Roxel.